# Shahin Football Club
Maillots
Le Shahin Téhéran Football Club (en persan : باشگاه فوتبال شاهین تهران), plus couramment abrégé en Shahin Téhéran, est un club iranien de football fondé en 1942 et basé à Narmak, quartier est de Téhéran, la capitale du pays.

## Histoire
Le Shahin Téhéran FC fondé en 1942, est devenu un des clubs les plus populaires d'Iran. La popularité grandissante de Shahin déplu à la fédération iranienne de football, en 1967 elle dissout le club. La majorité des joueurs s'engage avec Persépolis, ce qui reporta la popularité et les succès sur ce dernier.
En 1973, le club décide de faire son retour en prenant le nom de son équipe réserve, Shahbaz FC. Après la révolution, en 1979, le club reprend son ancien nom et devient une formation majeure dans les années 80.
En 2010, le club évolue en deuxième division et manque la montée en division supérieure. Depuis 2012-2013, le club joue dans les divisions régionales.

## Entraîneurs du club
- Shapoor Sarhadi
- Amirhoshang Nikkhah Baharami
- Jafar Kashani
- Amirhoshang Nikkhah Bahrami
- Mišo Krstičević

## Sources
- Special Edition : Thirty years of History of Persepolis Soccer Club: From Shahin til Pirouzi, Kayhan Publishing.